# Сюй Ментао
Сюй Ментао (кит.: 徐夢桃; нар. 24 липня 1990, Ляонін, Китай) — китайська фристайлістка, срібна призерка зимових Олімпійських ігор 2014 року та 2022 року.

## Спортивні результати

### Олімпійські ігри
| Рік  | Місто                     | Акробатика | Змішана команда |
| ---- | ------------------------- | ---------- | --------------- |
| 2010 | Ванкувер, Канада          | 6          | Н/Д             |
| 2014 | Сочі, Росія               | 2          | Н/Д             |
| 2018 | Пхьончхан, Південна Корея | 9          | Н/Д             |
| 2022 | Пекін, Китай              | 1          | 2               |

### Чемпіонат світу
| Рік  | Місто                  | Акробатика | Змішана команда |
| ---- | ---------------------- | ---------- | --------------- |
| 2009 | Інавасіро, Японія      | 2          | Н/Д             |
| 2011 | Дір-Веллі, США         | 2          | Н/Д             |
| 2013 | Восс, Норвегія         | 1          | Н/Д             |
| 2015 | Крайшберг, Австрія     | 3          | Н/Д             |
| 2017 | Сьєрра-Невада, Іспанія | 3          | Н/Д             |
| 2019 | Юта, США               | 3          | 2               |